# Progress M-18M
Progress M-18M (rus: Прогре́сс М-18М), identificat per la NASA com a Progress 50 o 50P, és una nau espacial Progress utilitzada per Roskosmos per abastir l'Estació Espacial Internacional durant el 2013. La Progress M-18M va ser enviada en perfil d'encontre 4-Òrbites que ja es va demostrar en les naus espacials Progress M-16M i Progress M-17M en el 2012.

## Llançament
La nau va ser llançada a les 14:41 GMT de l'11 de febrer de 2013 des del Cosmòdrom de Baikonur al Kazakhstan.

## Acoblament

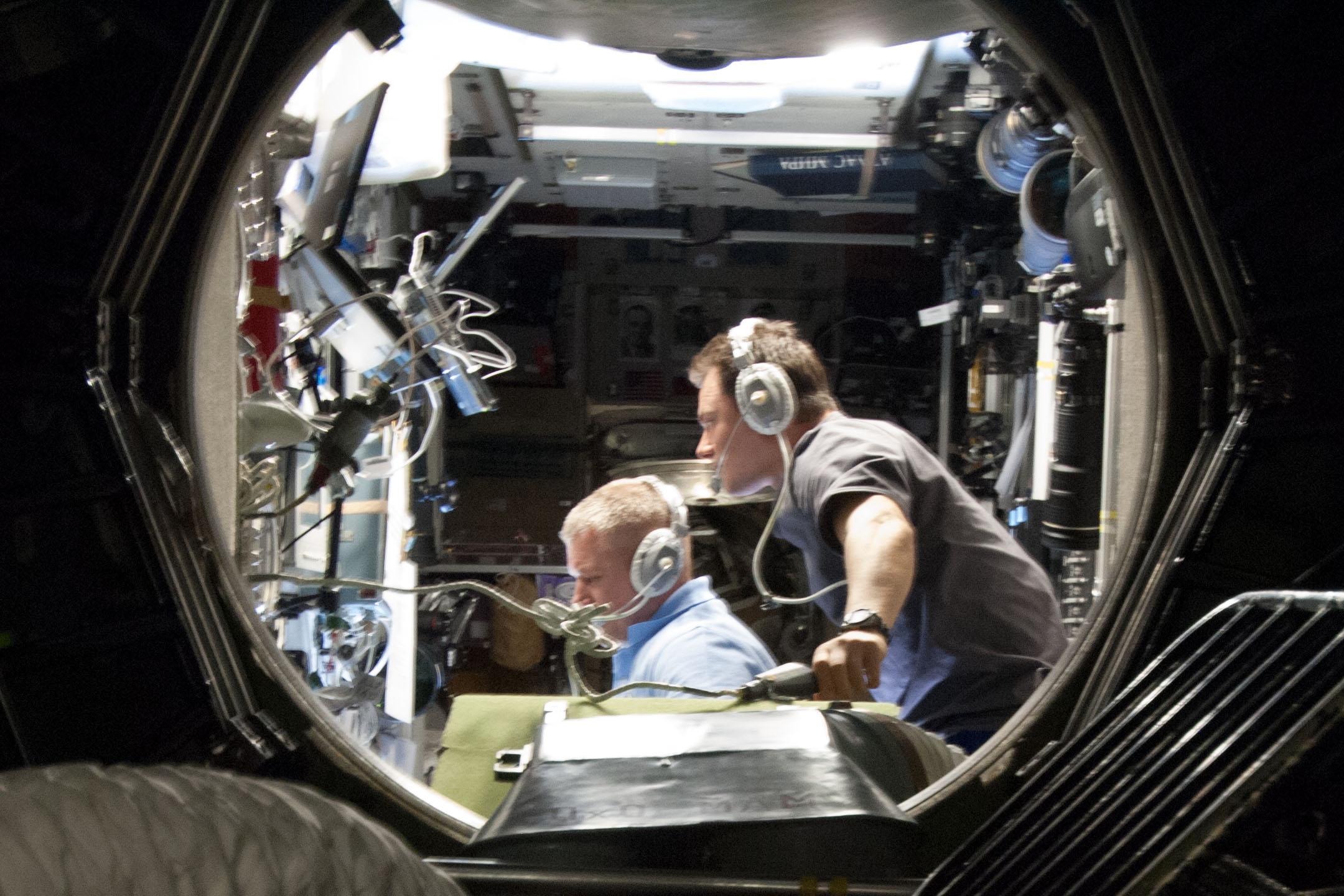
Oleg Novitskiy i Roman Romanenko controlen les dades als controls del TORU durant l'aproximació del Progress M-18 a l'ISS.

La Progress M-18M es va acoblar amb el Compartiment d'Acoblament Pirs a les 20:35 GMT, en menys de sis hores després del llançament. L'acoblament amb èxit va culminar amb l'èxit el tercer Encontre-en-el-mateix-dia en la història de l'Estació Espacial Internacional.

## Càrrega
La Progress M-18M va lliurar 346 quilograms de combustible, 50 kg d'oxigen i aire, 420 kg d'aigua i uns 1.360 kg de peces de recanvi, material científic i altres subministraments a l'estació espacial.